# Robert von Mayer
Julius Robert von Mayer (født 25. november 1814 i Heilbronn, død 20. marts 1878 sammesteds) var en tysk læge og fysiker.
Mayer studerede fra 1832 medicin ved Universitetet i Tübingen, hvorfra han blev bortvist af politiske grunde. Han fuldendte sine studier i München og Wien, blev dr.med. 1838 og nedsatte sig som læge i Heilbronn. Kort efter blev han læge på et hollandsk skib og kom til Java. Her så han i 1840 ved en åreladning, at en europæers veneblod var lyst som arterieblod, og hørte, at dette forhold ikke er sjældent i Troperne. Dette gav ham anledning til at tænke over iltningsprocessen i organismen i forhold til det ydre varmetab og organismens arbejdsydelse. Resultatet blev en kort artikel Ueber quantitative und qualitative Bestimmung der Krafte, som indsendtes 1841 til Poggendorff, der imidlertid afviste den. Han omarbejdede den og sendte den som Bemerkungen über die Kräfte der unbelebten Natur til Liebig, der optog den i Annalen der Chemie, 31. maj 1842.
På grundlag af, at en årsag ikke kan forsvinde, men må genfindes i sin virkning, opstiller Mayer her den sætning, at kraft - i moderne fagsprog energi - er en bevaret størrelse. Han angiver, at en vægt skal sænkes ca. 365 m for at opvarme en lige så stor masse vand fra 0 °C til 1 °C - han beskriver altså her varmekapacitet. Beregningen, der findes i hans næste publikation (1845), går ud fra, at  en luftmasse, der sammentrykkes og holdes ved konstant temperatur - en isoterm kompression - må tabe en varmemængde, som netop er lig med det udførte kompressionsarbejde. I 1848 fremkom Beiträge zur Dynamik des Himmels in populärer Darstellung, hvori han forklarer Solens stabilitet ved, at varmetab ved udstråling dækkes af den varmeudvikling, der fremkommer ved meteornedslag på Solen. I 1851 kom endnu et par småskrifter, men derpå følger en pause på 10 år, hvori Mayer var trykket af modgang og sygdom og en tid måtte opholde sig på en sindssygeanstalt. Hans vigtigste arbejde i fysik er samlet i Die Mechanik der Wärme (1. oplag 1867, 3. oplag 1893).
Der har stået megen strid om Mayers rang som forsker. Han er den første, som har givet en bestemt værdi for varmekapacitet, og denne værdi er så god, som den kunne blive med det materiale, han havde til rådighed. Men han havde ikke selv gjort forsøg, hvorpå nogen beregning kunne bygges, og hans slutninger kan næppe kaldes overbevisende.[kilde mangler] Joule og Colding mødtes året efter, uden at kende Mayers artikel, med arbejder over samme emne, støttede til egne forsøg, og tanken om arbejdets forvandling til varme eller omvendt (Rumford 1798, Seguin 1839) var ikke helt ny, om end ikke så tydelig udtalt før som hos Mayer. Nogen indflydelse på fysikkens udvikling fik Mayer i hvert fald ikke, for da hans arbejde blev genopdaget, var læren om energiens beståen ved andre arbejder (Joule, Helmholtz) allerede bygget op på forsøgets og beregningens sikre grundvold.